# Adalbert Klaar
Adalbert Josef Klaar (* 27. August 1900 in Wien; † 23. Mai 1981 in Klosterneuburg) war ein österreichischer Architekt, Ziviltechniker, Bauforscher und Denkmalpfleger.

## Leben
Adalbert Klaar studierte an der Technischen Hochschule Wien und schloss sein Studium 1924 als Dipl.-Ing. und 1929 zum Dr. techn. ab. Seine Dissertation trägt den Titel „Die bäuerlichen Siedlungsformen aus der Babenbergerzeit in Niederösterreich“. 1942 habilitierte er sich an der Technischen Hochschule für Geschichte und Siedlungstechnik und erhielt 1946 einen Lehrauftrag an der Universität Wien („Siedlungskunde und Raumplanung“). 1975 emeritierte er. Von 1946 bis 1965 bekleidete er das Amt des Oberstaatskonservator des Bundesdenkmalamtes.
Klaar arbeitete von 1929 bis 1938 als freischaffender Architekt und war von 1938 bis 1944 im öffentlichen Dienst in der Planungsbehörde der Reichsstatthalterei tätig. Von 1946 bis 1965 arbeitete er im Bundesdenkmalamt und fertigte mit Studenten Planaufnahmen für die Österreichische Kunsttopographie an. Im Verein für Landeskunde von Niederösterreich war er ab 1933 Ausschussmitglied und von 1955 bis 1976 Präsident und wurde 1980 zum Ehrenpräsident ernannt. Er wurde am Hietzinger Friedhof bestattet. Er gilt als Doyen der Bauforschung in Österreich und der Siedlungsformenforschung. In seiner langjährigen Bestandsaufnahme für das Bundesdenkmalamt erstellte er Baualterpläne für 195 österreichische Städte und Märkte, 118 Burgen, 1.541 Kirchen, 17 Klöster und 350 Bauernhäuser.

## Schriften
- Die Siedlungs- und Hausformen des Wienerwalds. 1936.
- Die Siedlungs- und Hausformen des Waldviertels. 1938.
- Die Siedlungsformen von Salzburg. 1939.
- Die Siedlungsformen Wiens. In: Wiener Geschichtsbücher. Band 8, 1971.
- Die Siedlungsformen Niederösterreichs. In: Jahrbuch für Landeskunde von Niederösterreich. Jahrgang 23, 1930, S. 37–75 (zobodat.at [PDF]).

## Auszeichnungen
- 1970: Wissenschaftspreis des Landes Niederösterreich
- 1975: Johann Joseph Ritter von Prechtl-Medaille
- 1975: Großes Goldenes Ehrenzeichen des Landes Niederösterreich[4]
- 1979: Österreichisches Ehrenkreuz für Wissenschaft und Kunst I. Klasse[4]